# Osiky
Osiky (en allemand : Ossik) est une commune du district de Brno-Campagne, dans la région de Moravie-du-Sud, en République tchèque. Sa population s'élevait à 118 habitants en 2020.

## Géographie
Osiky se trouve à 9 km au sud-ouest de Kunštát, à 33 km au nord-nord-ouest de Brno et à 159 km à l'est-sud-est de Prague.
La commune est limitée par Černovice au nord, par Brumov à l'est, par Strhaře, Synalov et Běleč au sud, et par Skorotice à l'ouest.

## Histoire
La première mention écrite de la localité date de 1390.